# Гуйдэ
Гуйдэ́ (кит. упр. 贵德, пиньинь Guìdé) — уезд Хайнань-Тибетского автономного округа провинции Цинхай (КНР).

## История
Во времена монгольской империи Юань в 1271 году была образована область Гуйдэ (贵德州). Во времена империи Мин в 1370 году написание названия области было изменено с 贵德州 на 归德州, а в 1375 году область Гуйдэ была преобразована в Гуйдэскую охранную тысячу (归德守御千户所), подчинённую Линьтаоской управе (临洮府).
При империи Цин Гуйдэская охранная тысяча была в 1738 году переподчинена Сининской управе (西宁府). В 1761 году Гуйдэская охранная тысяча была преобразована в Гуйдэский комиссариат (贵德厅).
После Синьхайской революции в Китайской республике была произведена реформа структуры административного деления, и в 1913 году Гуйдэский комиссариат был преобразован в уезд Гуйдэ провинции Ганьсу. В 1929 году была образована провинция Цинхай, и уезд вошёл в её состав.
6 декабря 1953 года был создан Хайнань-Тибетский автономный район (海南藏族自治区), и уезд вошёл в его состав. 5 июня 1955 года Хайнань-Тибетский автономный район был преобразован в Хайнань-Тибетский автономный округ.

## Административное деление
Уезд Гуйдэ делится на 4 посёлка, 2 волости и 1 национальную волость.